# Somrak (glasbena skupina)
Somrak je slovenska black metal skupina, ustanovljena leta 2001 v Kopru. Člani prve zasedbe so bili Igor (vokal), Aris (kitara), Matej (bobni) ter Mitja (bas). Leta 2003 se je po odhodu basista pridružil basist black metal skupine Skorbut (Jaka). 

## Zgodovina
Skupina je nastala leta 2001 v Kopru, leta 2002 in 2003 pa je izdala dva dema z naslovoma Live in MKC in ... of Witches. Leta 2004 so posneli malo vinilno ploščo Gathering at the Ruins, ki je izšla pri ameriški založbi Vile Art Records. Leta 2005 se je od skupine ločil pevec Igor.
Prav tako leta 2005 je skupina izdala še tretji demo z imenom Demo MMV, nato pa je leta 2006 pripravljala material za snemanje prvenca. Skupini se je istega leta pridružil tudi nov vokalist Jure, s katerim so posneli svoj prvi album The Abhorred Blessings, ki je leta 2007 izšel pri ameriški založbi Decadence Through Ruination.
Čez tri leta je Somrak izdal svoj drugi split, Covenant of the Undivine, s slovenskimi skupinami Grimoir, Samomor in Krvnik, ki je pritegnil tudi mednarodno zanimanje. Temu je leta 2010 sledil drugi studijski album The Blackwinged Serpent Crowned, ki je prejel pretežno pozitivne odzive. Leta 2014 pa je izšel še tretji, in sicer mednarodni split Waiting for the Darkest Day s srbskimi The Stone, danskimi Horned Almighty in italijanskimi Frostmoon Eclipse.

## Člani skupine

### Sedanja zasedba
- J. D. – vokal (2007–sedaj)
- A. D. – kitara (2001–sedaj)
- J. P. – bas kitara
- M. C. – bobni

### Nekdanji člani
- I. K. - vokal
- K. P. - kitara
- V. G. - bobni
- M. P. - bas kitara
- Devid - bobni

## Diskografija

### Studijski albumi
- The Abhorred Blessings (2007)
- The Blackwinged Serpent Crowned (2012)

### Spliti
- Gathering at the Ruins / Invocations unto Belial (2005)
- Covenant of the Undivine (2010)
- Waiting for the Darkest Day (2014)

### Demi
- Live in MKC (2002)
- ...of Witches (2003)
- Demo MMV (2005)